# Volujak (planina u Crnoj Gori)
Volujak je planina u graničnom području Bosne i Hercegovine i Crne Gore. Jugozapadni je dio planinskog masiva Maglić – Volujak – Bioč, između rijeka Sutjeske, Drine, Pive i Vrbnice.
Volujak se pruža smjerom sjeverozapad-jugoistok, a od Magliča ga odvaja potok Suha na sjeveru. Najviši vrhovi na Volujku su Velika Vlasulja 2337 m, Široka Točila, 2297 m, Studenac 2294 m i Previja 2273 m.
Na planini ima mnogo tragova glacijacije. Na visini od 1.660 m nalazi se Volujačko jezero ledenjačkog podrijetla.
Do visine od 1600 m Volujak je pod bukovom i četinarskom šumom. Iznad te visine su travnjaci. Podnožjem planine ide put Foča – Gacko.
Hrvatski prirodoslovac Rikard Kraus doktorirao je tezom o cefalopodima ljušturnog vapnenca Volujka kraj Gacka.